# Chvalkovice (ort i Tjeckien, lat 50,41, long 15,98)
Chvalkovice är en ort i Tjeckien. Den ligger i den nordöstra delen av landet, 120 km öster om huvudstaden Prag. Chvalkovice ligger 310 meter över havet och antalet invånare är 647.
Terrängen runt Chvalkovice är lite kuperad. Runt Chvalkovice är det ganska glesbefolkat, med 40 invånare per kvadratkilometer. Närmaste större samhälle är Trutnov, 16,9 km norr om Chvalkovice. Trakten runt Chvalkovice består till största delen av jordbruksmark.